# Złączenie Polskie
Złączenie Polskie – nieoficjalna polska organizacja uczniowska założona w 1842 roku przez około 20 uczniów gimnazjum ewangelickiego w Cieszynie, wśród których znajdował się Paweł Stalmach.
Członkowie Złączenia co tydzień spotykali się, aby ćwiczyć się w języku polskim oraz poszerzać wiedzę o literaturze polskiej. Książki Złączeniu pożyczali m.in. Ludwik Klucki i Jan Kłapsia.
Gdy w 1843 roku Paweł Stalmach opuścił gimnazjum, organizacja się rozpadła.